# 波瑞亞斯兄弟

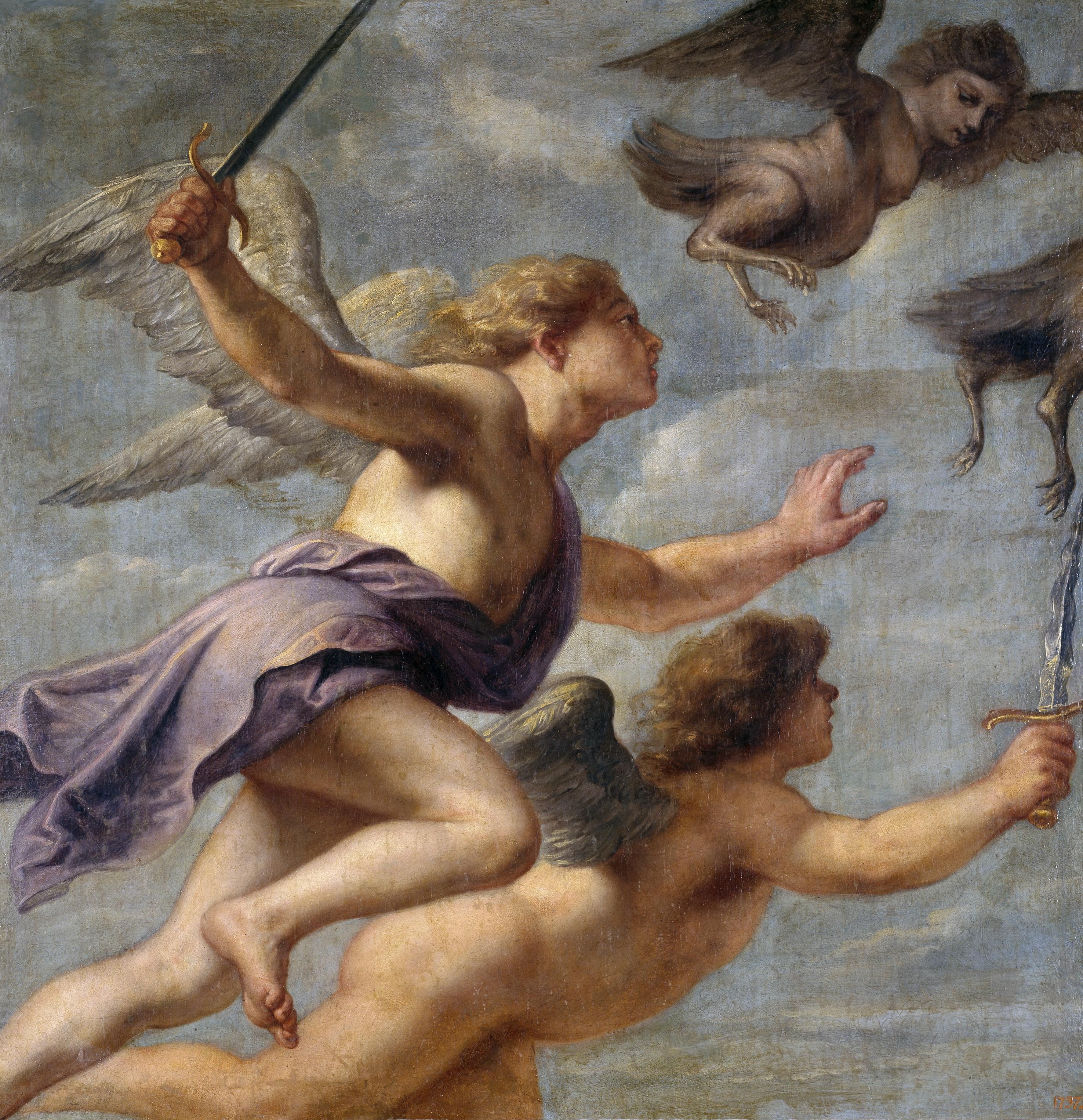
波瑞亞斯兄弟

波瑞亞斯兄弟（希臘語：Βορεάδαι）是希臘神話的英雄，澤泰斯和卡萊斯。北風神波瑞亞斯之子，阿哥號勇士之一。
澤泰斯和卡萊斯在尋找金羊毛的途中，捕獲兩隻鳥身女妖。在彩虹使者伊麗絲的請求之下，饒她們一命。旅程結束後，被海克力斯報復殺害，因為阿哥號在他找尋海拉斯之時，丟下他先行出航。

## 脚注
1. ↑  Apollonius Rhodius,  （页面存档备份，存于）